# 聖公會開普敦教區
聖公會開普敦教區（英語：Anglican Diocese of Cape Town）是南非聖公會的一個教區，始於1847年。教區大主教同時是南非的都主教和主教長。
致力廢除種族隔離政策的德斯蒙德·屠圖是南非首位非裔大主教。現任大主教為德保‧麥高伯。